# 筏头乡
筏头乡，是中华人民共和国浙江省湖州市德清县一个已撤销的乡，2016年1月8日，浙江省人民政府批复撤销筏头乡，将其所辖行政区域划归莫干山镇。